# Stanisław Dawidziuk
Stanisław Dawidziuk (ur. 1935) – polski pedagog, doktor habilitowany nauk społecznych, były rektor, a następnie prezydent Wyższej Szkoły Menedżerskiej w Warszawie, specjalność naukowa: przedsiębiorczość.

## Życiorys
W 1965 r. ukończył na Uniwersytecie Warszawskim studia na kierunku pedagogika. W 1974 r. na Wojskowej Akademii Politycznej im. Feliksa Dzierżyńskiego uzyskał stopień naukowy doktora nauk humanistycznych w dyscyplinie nauki o polityce. Był lektorem KC PZPR. W pierwszej połowie lat 80. został skazany na 4 lata pozbawienia wolności za łapówkarstwo i bezprawne umożliwienie uzyskania dyplomu ukończenia studiów, m.in. poprzez fałszowanie podpisów innych wykładowców na Politechnice Warszawskiej, kiedy był kierownikiem Międzywydziałowego Studium Kształcenia Nauczycieli Przedmiotów Technicznych. Na wolność wyszedł w 1987.
W 1995 roku założył Wyższą Szkołą Menedżerską w Warszawie, gdzie pełnił funkcję rektora (1995-2005), prezydenta oraz profesora nadzwyczajnego.
W 2013 r. Senat Państwowego Uniwersytetu Kultury i Sztuki w Krasnodarze w Federacji Rosyjskiej nadał mu tytuł doktora honoris causa. W 2015 nadano mu w Wyższej Szkole Nauk o Zdrowiu i Pracy Socjalnej św. Elżbiety w Bratysławie stopień doktora habilitowanego nauk społecznych.

## Odznaczenia i wyróżnienia
- Krzyż Kawalerski Orderu Odrodzenia Polski (2005)[8], pozbawiony w 2013[9].